# Första jordenruntflygningen

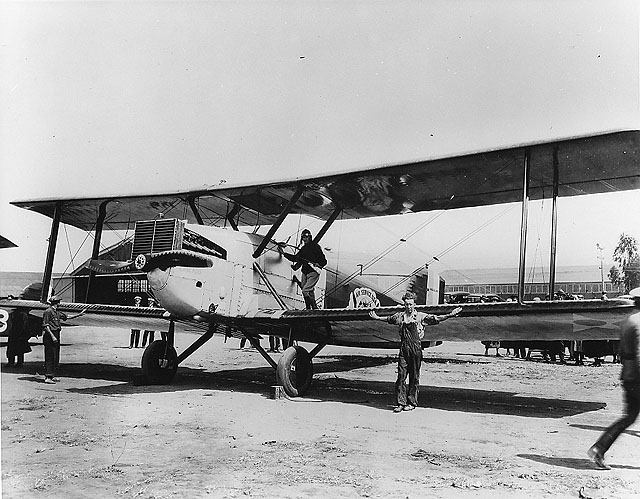
"Chicago", ett av de flygplan som flög runt jorden.

Den första jordenruntflygningen  utfördes mellan den 6 och april 28 september 1924 av fyra flygare från United States Army Air Service, en föregångare till USA:s flygvapen. Gruppen bestod ursprungligen av åtta flygare och fyra flygplan men två av planen förolyckades undervägs.
De fyra som flög hela vägen runt jorden var piloten Lowell H. Smith och mekanikern Leslie P. Arnold ombord på flygplanet "Chicago" och piloten Erik H. Nelson och mekanikern John Harding, Jr ombord på "New Orleans".

## Bakgrund
De första misslyckade försöken att flyga runt jorden gjordes av brittiska och franska piloter i början av 1920-talet. Flera länder,  däribland USA, antog utmaningen och letade efter ett lämpligt flygplan för uppgiften. Amerikanerna ville ha ett plan med utbytbart landställ  för att kunna landa på både land och  vatten. Douglas Aircraft erbjöd sig att bygga ett plan med utgångspunkt från bombflygplanet DT-2. Han kallade det nya planet Douglas World Cruiser och våren 1924, när konstruktionen och alla ändringar hade godkänts av beställarna levererades de fyra planen.
Själva resan föregicks av en noggrann planering. Reservdelar och 30 reservmotorer placerades och ut längs rutten och med hjälp av Storbritanniens flygvapen och USA:s flotta försågs planen med bränsle och smörjolja i 28 länder.

## Flygningen

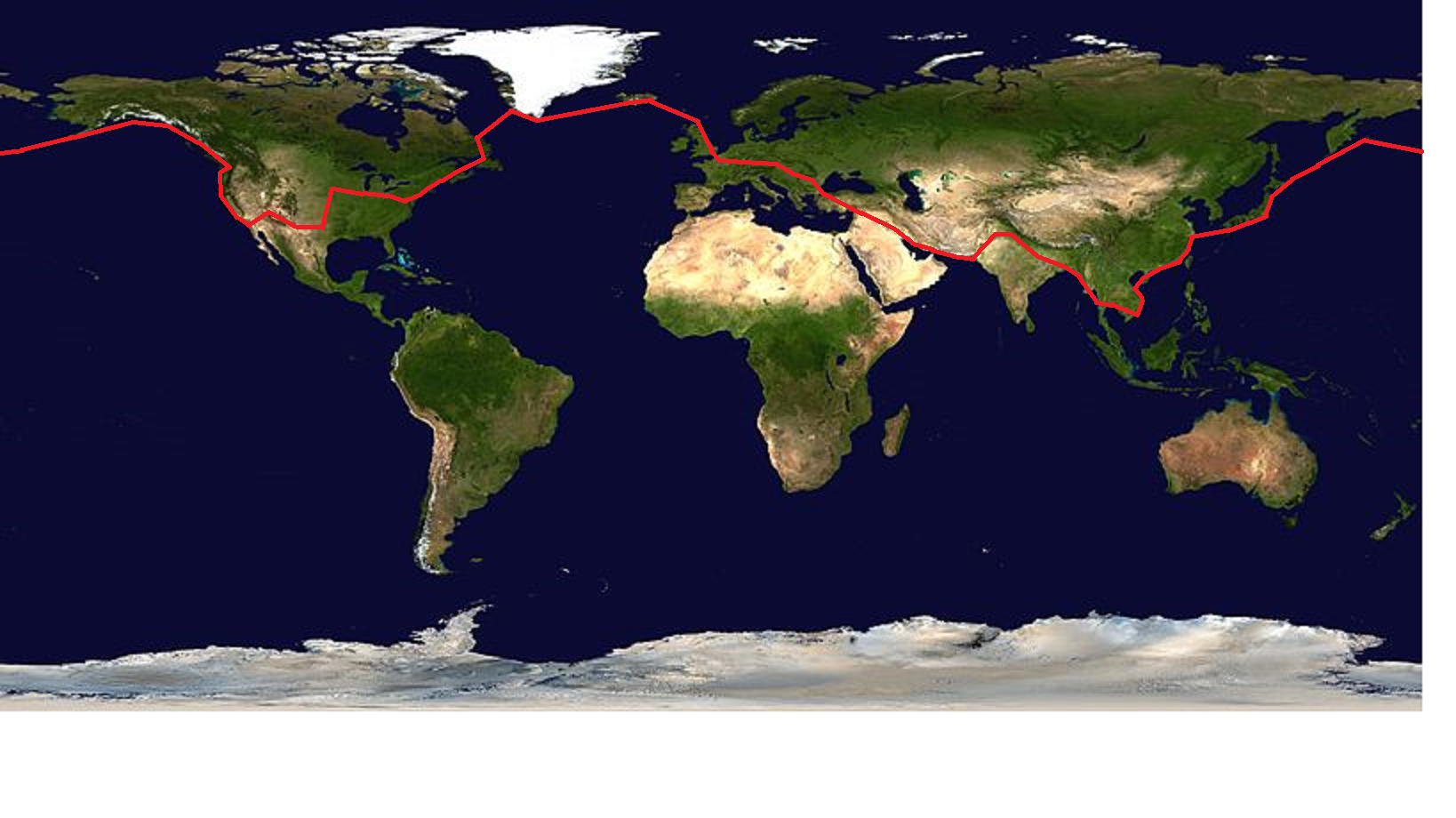
Flygrutten.

De fyra specialbyggda planen, "Boston", "Chicago", "New Orleans" och "Seattle" med vardera två personer ombord startade från Seattle och flög mot nordväst till Alaska och över norra delen av Stilla havet till Japan. De fortsatte över södra Asien till Europa och flög till Newfoundland och USA:s ostkust via Nordatlanten med stopp på Island och Grönland. Färden fortsatte över USA och avslutades i Seattle. Totalt färdades de en sträcka på 42 398 kilometer under 175 dagar.
Ledarplanet "Seattle" fick problem kort efter starten och måste repareras och ledningen övertogs av "Chicago". När "Seattle" skulle flyga ikapp de andra planen flög det in i ett berg i Alaska och kraschade. Besättningen överlevde men planet var förstört.
De tre kvarvarande planen fortsatte resan västerut. De fick inte tillstånd att flyga över Sovjetunionen utan tvingades ta vägen över Stilla havet. Ledarplanet "Seattle" fick problem och tvingades landa i Tonkinbukten i nuvarande Vietnam och bogserades till Huế för reparation. Resan  fortsattes mot Europa och i juli månad anlände flygplanen till Paris, varefter färden fortsatte via Storbritannien.
"Boston" förolyckades i Atlanten och sjönk men besättningen klarade sig. De två sista planen fortsatte resan och i närheten av Nova Scotia fick de sällskap av ett reservplan som hade döpts till "Boston II" och satte kursen mot Washington, D.C. och Seattle.

## Eftermäle
De överlevande flygplanen är utställda på olika flygmuséer i USA och "Seattle", som förolyckades i Alaska har bärgats och visas på  Alaska Aviation Heritage Museum i Anchorage.